# The Fourth Dimension
The Fourth Dimension (4D) foi uma publicadora de games para o BBC Micro/Electron e Acorn Archimedes/RiscPC entre  1989 e 1998. Anteriormente, The Fourth Dimension era conhecida como Impact Software, que era especializada principalmente jogos para o BBC Micro. Parte da equipe da 4D era da Superior Software.
Após o desaparecimento da Acorn e a contração do mercado de games RISC OS, a marca e os direitos da The Fourth Dimension para o software foi adquirido pela CJE Micro's (sic), que depois vendeu os direitos de software para a APDL, the Archimedes Public Domain Library.
Embora o mercado da Archimedes fosse relativamente pequeno, este tinha um rápido processador RISC 32-bit com um bom e acelerado pipeline que permitia operações de gráficos mais rápidas.
Alguns dos jogos da 4D anteciparam modo 3D, com vista em primeira pessoa, que estavam se tornando populares.
Por exemplo, E-type era um jogo de corrida de carros; e Galactic Dan, FPS primitivo de 1992 FPS com estilos gráficos pré-Wolfenstein 3D.

## Lista de games publicada pela The Fourth Dimension
- Apocalypse (Gordon J. Key, 1990)
- Arcade Soccer (Peter Gillett, 1989)
- Birds of War
- Black Angel (Gordon J. Key, 1992)
- Boogie Buggy (Coin-Age, 1991)
- Break 147 & Superpool (Gordon J. Key, 1991)
- Carnage Inc. (Programação: Chris & Stuart Fludger; Gráficos: Andrew Jackson; Screen & puzzle design: Chris Fludger; Gráficos vetoriais: Stuart Fludger 1993)
- Cataclysm (David Postlethwaite)
- Chocks Away (Andrew Hutchings, 1990)
- Chocks Away Extra Missions (Andrew Hutchings, 1991)
- Chopper Force (Andrew Norris, 1992)
- Cyber Chess (William Tunstall-Pedoe, 1993)
- Custom McCoy (4 jogos escolhidos pelo cliente de uma lista)
- Demon's Lair (Dr. Kevin Martin)
- Drop Ship (Andrew Catling, 1990)
- The Dungeon
- Enter The Realm (Audio, Visual e programação: Graeme Richardson, Música: Peter Gillett, 1991)
- E-Type (Gordon J. Key, 1989)
- E-Type Track Designer (Gordon J. Key, 1989)
- E-Type Compendium (Gordon J. Key)
- E-Type 2 (Gordon J. Key)
- The Exotic Adventures of Sylvia Layne
- Galactic Dan (Programação: Ian Holmes; Gráficos: James Davidson, 1992)
- Grievous Bodily 'ARM (Software Engineering: Simon Hallam; Gráficos: Sophie Neal; Música: The Byford Brothers, 1991)
- Haunted House (Gordon J. Key)
- Holed Out! (Gordon J. Key, 1989)
- Holed Out Designer (Gordon J. Key, 1990)
- Holed Out Extra Courses Vol. 1 & 2 (Gordon J. Key)
- Holed Out Compendium (Gordon J. Key, 1991)
- Inertia (David Postlethwaite, 1990)
- Man At Arms (Programação: Matthew Atkinson; Música: Peter Gillett, 1990)
- Nevryon (Programação e gráficos Graeme Richardson; Música: Peter Gillett, 1990)
- The Olympics (1990)
- Pandora's Box (Programação: Chris & Stuart Fludger; Gráficos: Andrew Jackson; Gráficos adicionaiss: Chris Fludger; Música principal: Simon Carless, 1992)
- Powerband (Gordon J. Key, 1990)
- Pysanki (Programação: Matthew Atkinson; Música: David Postlethwaite, 1990)
- Real McCoy Compendium series
  - Real McCoy 1 - Arcade Soccer, Quazer , U.I.M and White Magic (1990)
  - Real McCoy 2 - Apocalypse, Holed Out!, Inertia and The Olympics (1991)
  - Real McCoy 3 - Drop Ship, Nevryon, Powerband and The Wimp Game.
  - Real McCoy 4 - Catacylsm, Galactic Dan, Grievous Bodily 'ARM and X-Fire.
  - Real McCoy 5 - Anti-Grav, Chopper Force, Demon's Lair and Pandora's Box.
  - Real McCoy 6 - Bloodlust, Carnage Inc., Silverball and Technodream.
- Saloon Cars (Andy Swain)
- Saloon Cars Deluxe (Andy Swain, 1992)
- Saloon Cars Deluxe Extra Courses Vol. 1 (Andy Swain)
- Spobbleoid Fantasy (Graeme Richardson, 1995)
- Starfighter 3000 (Fednet aka. Andrew Hutchings and Tim Parry, 1994)
- Stunt Racer 2000 (Fednet aka. Andrew Hutchings and Tim Parry, 1993)
- The Time Machine (Gordon J. Key)
- U.I.M: Ultra Intelligent Machine
- Virtual Golf (Gordon J. Key)
- White Magic (John Whigham, 1989)
- White Magic 2 (John Whigham, 1989)
- The Wimp Game (Thomas E.H. Nunns, 1990)
- X-Fire (The Soft Lads aka. Mark Neves, Martin Portman and Paul Carrol, 1992)